# Basic Income Earth Network
Basic Income Earth Network (BIEN) är ett internationellt nätverk av akademiker och aktivister som intresserar sig för idén om medborgarlön. Nätverket grundades 1986 (under namnet Basic Income European Network) och höll sin första internationella konferens i september samma år. Konferenser har därefter arrangerats vartannat år runt om i Europa och på senare tid även utanför Europa. Nyhetsbrev har getts ut sedan 1988 (under senare år i elektronisk form). För sin finansiering använder sig nätverket bland annat av livstidsmedlemskap. Bland nätverkets livstidsmedlemmar kan nämnas Claus Offe, Carole Pateman, Roland Duchâtelet, Bruce Ackerman, Hillel Steiner, James Robertson, Ingrid Robeyns, Andrea Fumagalli och Karl Widerkvist. Livstidsmedlemmar från Norden är bland andra Annika Lillemets (Miljöpartiet) och statsvetaren Erik Christensen, Danmark. Även framlidne nobelpristagaren James Meade och André Gorz var livstidsmedlemmar i nätverket. Nätverkets sekreterare har varit Walter Van Trier (1986-1994), Philippe Van Parijs (1994-2004) och David Casassas (2004- ).

## Historik
- 1986 - Basic income European Network (BIEN) grundas. Med på det bildande mötet var bland andra Philippe Van Parijs (Belgien), Anne Miller (England) och Claus Offe (Tyskland). Samma år arrangerar BIEN sin första kongress, en modest sådan, i Louvain-la-Neuve, Belgien.[1]

- 2004 - Nu är 25 procent av livstidsmedlemmarna från länder utanför Europa. [1]